# Abtswind
Abtswind è un comune tedesco di 833 abitanti, situato nel land della Baviera.